# فيلهلم هانيمان
فيلهلم هانيمان (بالألمانية: Wilhelm Hahnemann)‏ (مواليد 14 أبريل 1914) هو لاعب كرة قدم. يلعب مع منتخب ألمانيا لكرة القدم. سبق له أن لعب في كأس العالم لكرة القدم مع منتخب بلاده.

## روابط خارجية
- فيلهلم هانيمان على موقع الاتحاد الدولي (مؤرشف)  (الإنجليزية)
- فيلهلم هانيمان على موقع قاعدة بيانات كرة القدم.إي يو (الإنجليزية)
- فيلهلم هانيمان على موقع ناشيونال فوتبول تيمز (الإنجليزية)
- فيلهلم هانيمان على موقع عالم كرة القدم.نت (الإنجليزية)
- فيلهلم هانيمان على موقع أوليمبيديا (الإنجليزية)